# All I Ever Wanted
All I Ever Wanted (englisch für: „Alles was ich jemals wollte“) ist das vierte Studioalbum der US-amerikanischen Pop-Sängerin Kelly Clarkson. Es wurde am 6. März 2009 weltweit veröffentlicht und war ihr zweites Album, das Platz 1 der Billboard 200 erreichte. Das Album wurde im Vereinigten Königreich mit Gold ausgezeichnet. Das Album sollte ursprünglich Masquerade heißen und wurde später unter dem Titel All I Ever Wanted veröffentlicht. Das Album war für die Grammy Awards 2010 in der Kategorie Bestes Pop-Album nominiert.

## Titelliste
1. My Life Would Suck Without You – 3:33
2. I Do Not Hook Up – 3:22
3. Cry – 3:34
4. Don’t Let Me Stop You – 3:20
5. All I Ever Wanted – 3:59
6. Already Gone – 4:41
7. If I Can’t Have You – 3:39
8. Save You – 4:03
9. Whyyawannabringmedown – 2:42
10. Long Shot – 3:36
11. Impossible – 3:23
12. Ready – 3:05
13. I Want You – 3:31
14. If No One Will Listen – 4:03

### Bonustracks
- Tip of My Tongue – 4:18
- The Day We Fell Apart – 4:03
- Can We Go Back – 2:52 (wurde von der japanischen Sängerin Koda Kumi gecovert)

## Singles

### My Life Would Suck Without You
Vor Veröffentlichung des Albums erschien Ende Januar die Single My Life Would Suck Without You, mit der sie einen neuen US-Chartrekord schaffte: In der Ausgabe vom 7. Februar 2009 der Billboard Hot 100 stieg sie von Platz 97 auf Platz eins bei 280.000 Download-Verkäufen in der ersten Veröffentlichungswoche. Damit verbesserte sie den Rekord um einen Platz gegenüber Britney Spears, die mit Womanizer von Platz 96 auf 1 gestiegen war. Für Clarkson war es schon das zweite Mal, dass sie einen neuen Rekord aufstellte.

### I Do Not Hook Up
Als zweite Single folgte I Do Not Hook Up. Der Song wurde von Katy Perry geschrieben und war ursprünglich für ihr eigenes Debütalbum geplant, das zu der Zeit noch nicht erschienen war. Die Single wurde am 22. Mai 2009 veröffentlicht und war weniger erfolgreich als ihr Vorgänger.

### Already Gone
Am 18. September 2009 wurde die dritte Single Already Gone in Deutschland veröffentlicht. Das Lied wurde von Ryan Tedder, Sänger der Band OneRepublic, geschrieben. Kelly Clarkson wollte die Single ursprünglich nicht veröffentlichen, da sie große Ähnlichkeit mit dem ebenfalls von Tedder für Beyoncé geschriebenen Song Halo hatte. Ryan Tedder wies Anschuldigungen dieser Art zurück und betonte, dass es „vom Konzept, der Melodie und dem Text her zwei komplett unterschiedliche Songs“ seien.

### All I Ever Wanted
Am 9. März 2010 erschien die vierte Single in den USA. Sie erreichte Platz 96 der Billboard Hot 100, ein Musikvideo wurde zu der Single nicht veröffentlicht.

## Rezeption

### Kritiken
Stephen Thomas Erlewine von Allmusic schreibt, dass All I Ever Wanted zwar weniger düster als der Vorgänger My December sei, das Album aber trotzdem die rockigen Elemente nicht ganz außer Acht lasse. Er lobt die Vielseitigkeit der Künstlerin und meint, dass Clarksons Stimme bei den von Gitarren untermalten voluminösen Refrains am besten klinge. Erlewine resümiert, dass Kelly Clarkson ein seltenes Talent besitze und dass das Album die Fähigkeiten der Künstlerin über weite Strecken befriedige. Das Musikmagazin Rolling Stone stellt fest, dass sich die Hit-Single My Life Would Suck Without You und ihr 2004er Hit Since U Been Gone sehr ähnlich seien und führt dies auf die Mitwirkung des schwedischen Produzenten Max Martin zurück. Dies macht der Rezensent zugleich als größten Kritikpunkt am Album aus. Dani Fromm von laut.de bemerkt, dass Kelly Clarkson bei den lauteren Passagen ihre stimmlichen Fähigkeiten nicht ausspielen könne, außerdem würden die Lieder einander sehr ähneln.

### Chartplatzierungen
| ChartsChartplatzierungen       | Höchstplatzierung | Wochen |
| ------------------------------ | ----------------- | ------ |
| Deutschland (GfK)              | 4 (15 Wo.)        | 15     |
| Österreich (Ö3)                | 4 (12 Wo.)        | 12     |
| Schweiz (IFPI)                 | 7 (15 Wo.)        | 15     |
| Vereinigte Staaten (Billboard) | 1 (47 Wo.)        | 47     |
| Vereinigtes Königreich (OCC)   | 3 (16 Wo.)        | 16     |

| ChartsJahrescharts (2009)      | Platzierung |
| ------------------------------ | ----------- |
| Deutschland (GfK)              | 100         |
| Vereinigte Staaten (Billboard) | 33          |
| Vereinigtes Königreich (OCC)   | 82          |

### Auszeichnungen für Musikverkäufe
| Land/Region                  | Auszeichnungen für Musikverkäufe (Land/Region, Auszeichnung, Verkäufe) | Verkäufe  |
| ---------------------------- | ---------------------------------------------------------------------- | --------- |
| Australien (ARIA)            | Platin                                                                 | 70.000    |
| Golf-Kooperationsrat (IFPI)  | Gold                                                                   | 3.000     |
| Irland (IRMA)                | Gold                                                                   | 7.500     |
| Kanada (MC)                  | Platin                                                                 | 80.000    |
| Malaysia (RIM)               | Gold                                                                   | 7.500     |
| Vereinigte Staaten (RIAA)    | —                                                                      | 1.004.000 |
| Vereinigtes Königreich (BPI) | Gold                                                                   | 100.000   |
| Insgesamt                    | 4× Gold · 2× Platin ·                                                  | 1.272.000 |

Hauptartikel: Kelly Clarkson/Auszeichnungen für Musikverkäufe